# Гамбийско-филиппинские отношения
Гамбийско-филиппинские отношения — двусторонние дипломатические отношение между Гамбией и Филиппинами. У Филиппин есть консульство в Банжуле, а у Гамбии есть консульство в Маниле. Государства являются членами Организации Объединённых Наций.

## История
Официальные отношения между Гамбией и Филиппинами были установлены 3 марта 1949 года. С 20 июня по 24 июня 2005 года президент Гамбии Яйя Джамме совершил государственный визит на Филиппины и провёл двусторонние переговоры с президентом Филиппин Глорией Макапагал-Арройо. Президент Гамбии Яйя Джамме поддержал заявку Филиппин на вступление в Организацию исламского сотрудничества. Президент Гамбии также предложил Глорие Макапагал-Арройо совместное исследование нефти после недавнего открытия месторождения в его стране. Яйя Джамме предложил Филиппинам один из пяти блоков нефтяных месторождений в Гамбии для разработки в рамках предлагаемой совместного исследования нефти. Филиппины согласились провести совместное нефтяное исследование вместе с Гамбией. Соглашение является плодом нового азиатско-африканского стратегического партнёрства, подписанного обеими странами в Джакарте. Филиппинская национальная нефтяная компания впоследствии заявила, что первые пять предложенных блоков не обладают большим потенциалом, но они заинтересованы в шестом блоке.
Гамбия также хотела ответить взаимностью на предыдущую помощь Филиппин Гамбии в 1966 году. Филиппинский эксперт по сельскому хозяйству профессор Брук представил в 1966 году сорт арахиса «Филиппинский розовый». Этот сорт арахиса является основным экспортным продуктом Гамбии.

## Соглашение
Гамбия и Филиппины подписали соглашение о научно-техническом сотрудничестве в 1996 году и о сотрудничестве в области здравоохранения и медицины в 1999 году.

## Сотрудничество
По состоянию на 2007 год консульства обоих стран работали над созданием распределительных центров этих городов для облегчения торговли.